# Gérard Majax
Gérard Faier, cunoscut ca Gérard Majax, (n. 28 aprilie 1943, Nisa, Franța) este unul dintre cei mai celebri iluzioniști francezi. El a apărut în numeroase programe de televiziune, demonstrații de magie și filme.

## Cărți publicate
Gérard Majax este cel care a întemeiat Editura Abracadabra.
Este autorul a numeroase cărți :
- 1967 : Allumettes magiques, Editura Mayette
- 1972 : Le merveilleux magicien - Comment étonner ses amis, Nathan
- 1975 : Y'a un truc, avec Armand Jammot, Nathan
- 1975 : Les secrets des tricheurs, Nathan
- 1978 : Le grand bluff, Nathan
- 1979 : Magie des dés : Close up,avec Gérard Kunian et James Hodges, Editura Techniques du spectacle
- 1979 : Les 100 meilleurs tours de cartes, avec James Hodges Nathan, ISBN 2-09-295501-2
- 1981 : Les pickpockets, Editura Jean-Claude Lattès, ISBN 978-2-7096-0050-7
- 1986 : Le pouvoir de la magie, Editura Table ronde, ISBN 978-2-7103-0282-7
- 1991 : Magie en voiture, Nathan, ISBN 978-2-09-240200-9
- 1991 : Magie dans la nature, Nathan, ISBN 978-2-09-240202-3
- 1991 : Magie à l'ecole, Nathan, ISBN 978-2-09-240205-4
- 1991 : Magie à la neige, Nathan, ISBN 978-2-09-240204-7
- 1991 : Magie à la plage, Nathan
- 1992 : Les faiseurs de miracles, cu Emmanuel Haymann, Editura Michel Lafon, ISBN 978-2-908652-16-1
- 1996 : Gare aux gourous, cu James Hodges, Arléa, ISBN 978-2-86959-308-4
- 1996 : La magie du sommeil, Editura Michel Lafon, ISBN 978-2-84098-024-7
- 1998 : Farces magiques pour les fêtes, Editura L'Archipel, ISBN 978-2-84187-148-3
- 1999 : Tours de cartes pour les amis, Editura L'Archipel, ISBN 978-2-84187-200-8
- 2000 : Magie au dessert, Editura L'Archipel, ISBN 978-2-84187-271-8
- 2004 : Magie à la maison, Editura L'Archipel, ISBN 978-2-84187-637-2
- 2004 : Magie en plein air, Editura L'Archipel, ISBN 978-2-84187-597-9
- 2007 : Tricheries au poker , Editura Abracadabra, ISBN 978-2-9528894-1-4
- 2007 : Pinocchia : L'aventure secrète, cu Sylvain Gary, illustrations de Jacques Muller, Editura Abracadabra, ISBN 978-2-9528894-0-7
- 2008 : Les dessous du Magic-Hall, Editura Abracadabra, ISBN 978-2-9528894-3-8

### Traduceri în limba română
- Magicienii, editura RAO, 1993, ISBN 973-9-62204-7-7  Arhivat în 4 martie 2016, la Wayback Machine.

## Filmografie
- 1972: Marele blond cu un pantof negru, în rolul unui agent secret
- 1972: La Course à l'échalote